# León Viejo
Ruinas de León Viejo, también llamado León Viejo es el lugar donde originalmente se fundó la ciudad de León ubicado en la comarca de Puerto Momotombo (puerto lacustre en el lago de Managua), municipio de La Paz Centro, departamento de León, localizado en Nicaragua, Centroamérica. Por los constantes sismos causados por el volcán Momotombo y dificultades socioeconómicas, sus pobladores luego de un cabildo, decidieron abandonarla para asentarla en otro sitio cercano al pueblo indígena de Sutiaba, hoy Santiago de los Caballeros de León.
Las ruinas de León Viejo fueron descubiertas el 22 de abril de 1931 por don Luis Cuadra Cea.

## Fundación
Fue fundada el 15 de junio de 1524 (Domingo de la Santísima Trinidad) por el conquistador español, Francisco Hernández de Córdoba, quien murió decapitado en su plaza Mayor en 1526 por órdenes de Pedrarias Dávila, de quien era teniente.
Este poblado, en otra época habitado por los primeros colonos luego del descubrimiento, al inicio tenía en sus arrabales unos 15 000 vecinos naturales del país.  Está ubicado a orillas del lago Xolotlán o lago de Managua, frente al volcán Momotombo.
La zona donde se asentó León es muy calurosa y tenía mucha actividad telúrica ocasionada por la continua actividad del volcán Momotombo (en ese tiempo este tenía 5 cráteres), que significaba lanzamiento por los aires de arena, ceniza y lava en estado ígneo, además de temblores violentos y persitentes que culminaron en los terremotos de 1594 y de 1610, este último de mayor intensidad. Se dice que cayó una maldición sobre la ciudad por el asesinato del obispo fray Antonio de Valdivieso, a manos de los hijos de Rodrigo de Contreras y nietos de Pedrarias Dávila, el 26 de febrero de 1550.
La ciudad no fue destruida como comúnmente se cree. Luego del violento terremoto de 1610 que la dañó y dadas las características sísmicas del sitio, sus pobladores reunidos en cabildo deciden trasladarse al actual asentamiento que hoy ocupa, siendo que la ciudad fue paulatinamente sepultada por las continuas expulsiones de ceniza y piedra volcánica y por sedimentos lacustres.

## Descubrimiento
La relación del descubrimiento, fue narrada por don Luis Cuadra Cea en "Los Hechos", "El Cronista" y "Diario de Occidente" de 24 y 25 de abril de 1931.
"Descubrí las ruinas de la Catedral de Nuestra Señora de la Asunción de León Viejo, el 22 de abril de 1931, destruyendo la leyenda popular que las consideraba sumergidas en las aguas del Lago Xolotlán –el Xolotlán de los indígenas– lo mismo que el resto de la ciudad, que no pudo ser cubierto por el Lago debido a su distancia de éste, situados como están sus vestigios alrededor de ochocientos metros al occidente de la costa, y ocupando terreno un tanto elevado. Lo probable es que a consecuencia del terremoto de 31 de diciembre de 1609, que destruyó a la ciudad, las parte inundadas hayan sido el desembarcadero, la fortaleza erigida a las orillas del Lago, y los chinamos o barracas de los barrios orientales."

### Redescubrimiento

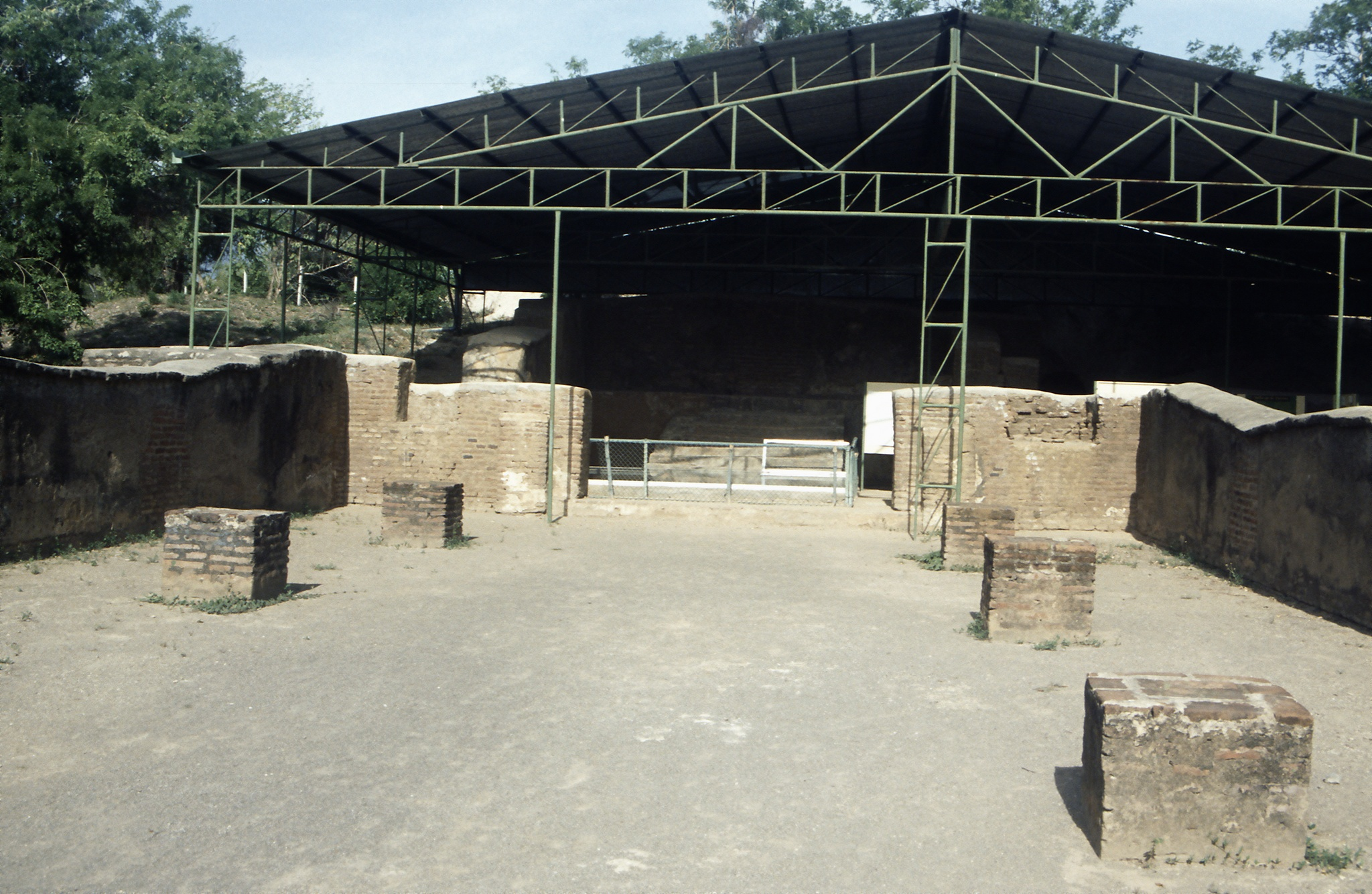
Ruinas de la Iglesia La Merced, en la que en el año 2000 se descubrieron los restos de Francisco Hernández de Córdoba y Pedrarias Dávila.

Las Ruinas de León Viejo fueron redescubiertas en 1967 con manifiesto interés público y al año siguiente se iniciaron las excavaciones en busca de vestigios históricos. Como resultado de las excavaciones, se sabe que la ciudad tenía un trazado similar a casi todas las ciudades de Hispanoamérica de esa época, en forma de cuadrícula, que es un cuadrado exacto y la plaza se ubicaba en su centro. El centro de León Viejo ocupa un área aproximada de 800 m de largo por 500 m de ancho y en él se yerguen, en torno a su Plaza Mayor y a orillas de sus calles, 16 ruinas rehabilitadas hasta ahora.
La ciudad contaba con tres monasterios: "La Merced", "San Pablo" y "San Francisco" ubicados en las calles principales de la ciudad y que estuvieron en función hasta aproximadamente 1560. De esos monasterios, el de La Merced ya ha sido encontrado en el extremo sur de las ruinas, no así los otros monasterios.
Lamentablemente, las ruinas no han escapado a los últimos y más recientes desastres naturales. En mayo de 1982 la tormenta "Alleta" destruyó los muros de la ciudad, en octubre de 1988 el huracán "Joan" (Juana) ocasionó nuevos daños a las ruinas y el más grave, en octubre de 1998 el huracán Mitch causó daños estimados en un 40 %, afectando varias casas, el convento de La Merced y la Fortaleza. Se tuvo que restaurar las ruinas.
León Viejo es la única ciudad colonial del siglo XVI asentada en América, que nunca sufrió alteraciones urbanísticas a través de la historia, siendo este el argumento principal para solicitar a la Unesco que fuese declarado Patrimonio Cultural de la Humanidad, lo cual sucedió en el año 2000. En dicho año se descubrieron los restos de su fundador Francisco Hernández de Córdoba y de Pedrarias Dávila, en la iglesia La Merced, siendo sepultados los dos en el Memorial de los Fundadores; la estatua de Hernández –hecha por el escultor granadino Jorge Navas Cordonero– que estaba en uno de los nichos exteriores de la Antigua Catedral de Managua, la capital del país, fue llevada a León Viejo y colocada encima de dicho monumento.

## Actualidad
En la actualidad, León Viejo es administrado por el Instituto Nicaragüense de Cultura (INC) y se brinda el servicio de guías especializados para turistas. Las ruinas también sufrieron daños considerables por el terremoto de Nicaragua del 10 de abril de 2014, de 6.2 grados en la escala Richter, a las 5:27 p. m. hora local con epicentro en el lago Xolotlán, y el siguiente enjambre sísmico cerca del Momotombo.

## Declaración de interés nacional de León Viejo
Pocos meses después de su descubrimiento el 26 de abril de 1967, el 5 de agosto del mismo año, siendo Presidente de la República el dictador General Anastasio Somoza Debayle, fue publicado en La Gaceta, Diario Oficial, n.º 176 el Decreto Legislativo n.º 1348 "Declárese de Interés Nacional Exploración Arqueológica y Créase Comisión para Encontrar Sitio de León Viejo", el cual se promulgó el 14 de julio del mismo año. Este estableció una comisión presidida por el entonces rector de la Universidad Nacional Autónoma de Nicaragua (UNAN), doctor Carlos Tünnermann Bernheim, futuro Ministro de Educación del gobierno del Frente Sandinista de Liberación Nacional (FSLN) de 1979-1985. Evidentemente el gobierno de Somoza pretendía restar importancia y certeza al descubrimiento de las ruinas de León Viejo porque la UNAN era una universidad calificada de opositora al somocismo; este es el texto del citado Decreto Legislativo:

DECLÁRESE DE INTERÉS NACIONAL EXPLORACIÓN ARQUEOLÓGICA Y CRÉASE COMISIÓN PARA ENCONTRAR SITIO DE LEÓN VIEJO
DECRETO No. 1348,
Aprobado el 14 de julio de 1967
Publicado en La Gaceta No. 176 del 5 de agosto de 1967
EL PRESIDENTE DE LA REPÚBLICA,
A sus habitantes,
Sabed:
Que el Congreso ha ordenado lo siguiente:
Decreto No. 1348
La Cámara de Diputados y la Cámara del Senado de la República de Nicaragua,
Decretan:
Artículo 1.- Declárase de interés nacional la exploración arqueológica para encontrar el sitio donde fue construida la ciudad de León Viejo, primera capital de Nicaragua.
Artículo 2.- Para dirigir la exploración a que se refiere el Artículo anterior, créase una Comisión Nacional, integrada por:
a) El Rector de la Universidad Nacional Autónoma.
b) Un representante del Ministerio de Educación Pública;
c) Un representante de la Academia de Geografía e Historia de Nicaragua;
d) Un representante de la Municipalidad de la Paz Centro;
e) Un representante de la Municipalidad de León;
f) Un representante del Sindicato de Periodistas de Managua, y
g) Un representante del Partido de la Minoría.
La Comisión será presidida por el Rector de dicha Universidad y asesorada por uno o más arqueólogos responsables y desempeñarán sus cargos ad-honórem.
Artículo 3.- Prohíbese a los particulares realizar exploraciones en el Municipio de La Paz Centro, Departamento de León, que puedan entorpecer las investigaciones señaladas en el Artículo 1, o causar daño a la riqueza arqueológica que pueda descubrirse.
Artículo 4.- Asígnase inicialmente para esta labor la suma de C$ 250.000.00 que deberá ser incluida en el próximo Presupuesto General de Ingresos y Egresos de la República.
Artículo 5.- Esta Ley empezará a regir desde la fecha de su publicación en "La Gaceta", Diario Oficial.
Dado en el Salón de Sesiones de la Cámara de Diputados. – Managua, D. N., 5 de julio de mil novecientos sesenta y siete. – Orlando Montenegro M., Diputado Presidente. – J. Alej. Romero C., Diputado Secretario. – F. Zelaya Rojas, Diputado Secretario.
Al Poder Ejecutivo. – Cámara del Senado. – Managua, D. N., Julio 12 de 1967. – Gustavo Raskosky, S. P. – Pablo Rener, S. S. – Adán Solórzano C., S. S.

Por Tanto: Ejecútese. – Casa Presidencial, Managua, D. N., 14 de julio de mil novecientos sesenta y siete. – "Año Rubén Darío". – A. SOMOZA D., Presidente de la República. – Vicente Navas A., Ministro de la Gobernación.

## León Viejo Patrimonio Histórico Cultural de la Nación
El 31 de mayo de 1994, siendo Presidenta de la República doña Violeta Barrios de Chamorro, se publicó en La Gaceta n.º 100 la siguiente Ley n.º 167 “Ley que declara el Sitio Histórico Ruinas de León Viejo Patrimonio Histórico Cultural de la Nación”, la cual se promulgó el 17 de diciembre del año anterior de 1993:

LEY QUE DECLARA EL SITIO HISTÓRICO RUINAS DE LEÓN VIEJO PATRIMONIO HISTÓRICO CULTURAL DE LA NACIÓN
LEY No. 167, Aprobada el 17 de diciembre de 1993
Publicada en La Gaceta No. 100 del 31 de mayo de 1994
EL PRESIDENTE DE LA REPÚBLICA DE NICARAGUA
Hace saber al pueblo nicaragüense que:
La Asamblea Nacional de la República de Nicaragua
Considerando
I
Que el Sitio Histórico Ruinas de León Viejo constituye un ejemplo de nuestra historia colonial, siendo la ciudad de León Viejo, durante el período colonial, capital de la provincia de Nicaragua.
II
Que el Sitio Histórico Ruinas de León Viejo, está vinculado directamente a la historia política, económica y social de Nicaragua, siendo por su naturaleza de gran trascendencia para el desarrollo y afianzamiento de nuestra cultura e identidad nacional.
III
Que la ciudad de León Viejo fue unos de los pocos ejemplos de fundaciones tempranas en Hispanoamérica, expresando su conjunto de ruinas, su trazado urbano y su tipología arquitectónica, auténticos valores de la identidad cultural y nacional que es necesario poner bajo la protección del Estado para su restauración y conservación.
En uso de sus facultades;
Ha dictado
La siguiente:
LEY QUE DECLARA EL SITIO HISTÓRICO RUINAS DE LEÓN VIEJO PATRIMONIO HISTÓRICO CULTURAL DE LA NACIÓN.
Artículo 1.- Se declara el “Sitio Histórico Ruinas de León Viejo Patrimonio Histórico Cultural de la Nación”.
Artículo 2.- Esta declaración comprende los bienes inmuebles, o parte de ellos, y los muebles contenidos en el conjunto urbanístico de las ruinas de la antigua ciudad de León Viejo que están vinculados directamente a la historia política, económica y social de Nicaragua. 
Artículo 3.- La presente Ley entrará en vigencia desde su publicación por cualquier medio de comunicación social escrito, sin perjuicio de su publicación en La Gaceta, Diario Oficial.
Dado en la ciudad de Managua en la sala de sesiones de la Asamblea Nacional al primer día del mes de diciembre de mil novecientos noventa y tres. Gustavo Tablada Zelaya, Presidente de la Asamblea Nacional. Francisco Duarte Tapia, Secretario de la Asamblea Nacional.

Por Tanto: Téngase como Ley de la República, publíquese y ejecútese. Managua, diecisiete de Diciembre de mil novecientos noventa y tres. Violeta Barrios de Chamorro, Presidente de la República de Nicaragua.

Esta ley fue reformada por la Ley n.º 385 “Ley de reforma a la ley que declara el Sitio Histórico Ruinas de León Viejo Patrimonio Histórico Cultural de la nación”, publicada en La Gaceta, Diario Oficial, n.º 71 del 17 de abril de 2001, siendo Presidente de la República el Doctor Arnoldo Alemán Lacayo. Este es su texto:

LEY DE REFORMA A LA LEY QUE DECLARA EL SITIO HISTÓRICO RUINAS DE LEÓN VIEJO PATRIMONIO HISTÓRICO CULTURAL DE LA NACIÓN
LEY No. 385, aprobada el 27 de febrero del 2001 
Publicado en La Gaceta No. 71 del 17 de abril del 2001 
EL PRESIDENTE DE LA REPÚBLICA DE NICARAGUA
Hace Saber al pueblo nicaragüense que: 
LA ASAMBLEA NACIONAL DE LA REPÚBLICA DE NICARAGUA
En uso de sus facultades; 
HA DICTADO
La siguiente: 
LEY DE REFORMA A LA LEY QUE DECLARA EL SITIO HISTÓRICO RUINAS DE LEÓN VIEJO PATRIMONIO HISTÓRICO CULTURAL DE LA NACIÓN
Artículo 1.- Se reforma el Artículo 1 el que se leerá así: 
"Artículo 1. Se declara "El Sitio Histórico Colonial Ruinas de León Viejo" Patrimonio Histórico Cultural de la nación". 
Artículo 2.- Se agregan los siguientes artículos: 
"Artículo 3. El área que comprenderá el Sitio Histórico Colonial "Ruinas de León" estará delimitada por los linderos que se señalan en los folios 44-11-12 y 15, número 364, asiento 17, tomo 828B y 918 del Registro Público de la Propiedad Inmueble del Departamento de León y cuyas medidas y rumbos se detallan a continuación: 
a) Teniendo como punto inicial el número 1, situado en la esquina este del portón de acceso a las Ruinas, al número 2, rumbo No. 29°1;31´13"E, 94.29 m

b) Del punto 2 al 3, rumbo N75°29"40>>W, distancia 233.06 m

c) Del punto 3 al 4, rumbo SO7°46¨39"W, distancia 95.51 m

d) Del punto 4 al 5 N74°40¨48"W, distancia 54.38 m

e) Del punto 5 al 6, rumbos S11°36¨19"W, distancia 52.23 m

f) Del punto 6 al 7, rumbo N89°39´17"W, distancia 65.69 m

g) Del punto 7 al8, rumbo S15°27¨10"W, distancia 155.15 m

h) Del punto 8 al 9, rumbo S63°28´10"E, distancia 130.95 m

i) Del punto 9 al 10, rumbo S63°52´20"W, distancia 47.88 m

j) Del punto 10 al 11, rumbo S13°14´45" W, distancia 215.74 m

k) Del punto 11 al 12, rumbo S83°17´55"E, distancia 145 m

l) Del punto 12 al 13 rumbo N12° 34´53"E, distancia 90.38 m

m) Del punto 13 al 14, rumbo N12° 46´09" E, distancia 74.73 m

n) Del punto 14 al 15, rumbo S63°18´15"E, distancia 138.80 m

n) Del punto 15 al 16, rumbo N25°20´32"E, distancia 51.28 m

p) Del punto 16 al 17, rumbo S63° 11´24" E, distancia 41.43 m

q) Del punto 17 al 18, rumbo N21°24¨34"E, distancia 50.28 m

r) Del punto 18 al 19, rumbo N62°07´12W, distancia 15.57 m

s) Del punto 19 al 20, rumbo N28°13´36"E, distancia 18.94 m

t) Del punto 20 al 21, rumbo N29°07´39"E, distancia 37.92 m

u) Del punto 21 al 22, rumbo N54°33´38"W, distancia 30.88 m

v) Del punto 22 al 23, rumbo S30°33´57"W, distancia 41.1 m

w) Del punto 23 al 24, rumbo N62°54´21" W, distancia 38.25 m

x) Del punto 24 al 25, rumbo N20°04´39" E, distancia 46.5 m

y) Del punto 25 al 26, rumbo N64°46´W, distancia 45.82 m

z) Del punto 26 al 27, rumbo N15°21´35E, distancia 17.6 m

aa) Del punto 27 al 28 N30°37´59"E, distancia 86.74 m

bb) Del punto 28 al 29, rumbo N52°34´25"W, distancia 60.62 m

cc) Del punto 29 al 1, rumbo N61°23´23"W, distancia 45.7 m

Para garantizar una adecuada protección al área establecida en el presente artículo, se establecerá además una zona de amortiguamiento cuya comprensión será determinada sobre la base de los estudios técnicos que para tal efecto lleve a cabo el Instituto Nicaragüense de Cultura con respaldo del Consejo Nacional Asesor del Plan Maestro del Sitio Histórico Colonial Ruinas León Viejo". 
"Artículo 4. Se delega en el Instituto Nicaragüense de Cultura la actualización del Plan Maestro de Administración del Sitio Histórico Colonial Ruinas de León Viejo en coordinación con el Consejo Nacional Asesor". 
"Artículo 5. El Gobierno de la República de Nicaragua establecerá una partida especial en el Presupuesto General de la República, para la protección, mantenimiento y preservación del Sitio Histórico Colonial "Ruinas de León Viejo". 
Artículo 3.- La presente Ley entrará en vigencia a partir de su publicación en La Gaceta, Diario Oficial. 
Dada en la Ciudad de Managua, en la Sala de Sesiones de la Asamblea Nacional, a los veintisiete días del mes de febrero del dos mil uno. Óscar Moncada Reyes, Presidente de la Asamblea Nacional. Pedro Joaquin Ríos Castellón, Secretario de la Asamblea Nacional. 

Por tanto: Téngase como Ley de la República. Publíquese y Ejecútese. Managua, diecinueve de Marzo del año dos mil uno. , Arnoldo Alemán Lacayo, Presidente de la República de Nicaragua.